# 루넬비스 에르난데스
루넬비스 안토니오 에르난데스(Runelvys Antonio Hernández, 1978년 4월 27일 ~ )은 도미니카 공화국의 야구 선수이자, 전 KBO 리그 삼성 라이온즈의 외국인 선수이다.

## 미국 프로 야구 시절
2002년 7월 15일 캔자스시티 로열스에서 첫 메이저 리그 등판 경기를 갖는다. 그 해 총 12번 선발 등판하여 4승 4패, 평균 자책 4.36의 성적을 거둔다. 2003년 개막전 승리를 필두로 4월 한달동안 4연승을 거두는 등 좋은 모습을 보였지만, 곧 부상이 일어났고 결국 16번의 선발 등판동안 7승 5패, 평균 자책 4.61이었다. 2004년에는 토미 존 서저리 수술로 인해서 시즌 전체를 쉬어야만 했다.
2006년 8월 26일, 로이 할러데이가 선발 투수로 나온 토론토 블루 제이스를 상대로 생애 첫 완봉승을 거두었다. 2006년 12월 7일 로열스에서 방출된 뒤, 12월 22일 보스턴 레드삭스와 마이너 리그 계약을 맺는다.
2008년 1월 17일, 휴스턴 애스트로스와 마이너 리그 계약을 체결하였다.

## 한국 프로 야구 시절
2009년 4월 5일 대구구장 LG 트윈스와의 경기에서 선발 투수로 한국에서의 첫 경기를 갖는다. 그 날 경기에서 5이닝 6피안타 3실점을 기록하면서 승리투수가 되었다. 그러나 성적은 2승 3패에 방어율은 5.70에 그쳤고, 거기에 부상까지 겹치면서 결국 같은 해 7월 9일에 방출되었다. 선동열 감독은 에르난데스가 부상에서 복귀하는데는 두 달이나 기다려야 했기 때문에 결국 퇴출하기로 결정했다고 입장을 밝혔다.
2009년 7월 17일 KBO 반도핑위원회는 에르난데스가 약물검사에서 양성반응이 나오자, 이미 퇴출된 그에 대해 차후 국내구단에 소속될 경우 출장 정지 10게임을 부과하기로 하는 징계를 내렸다. 이에 따라 에르난데스는 프로야구 도핑테스트가 실시된 이래 처음으로 양성 판정을 받은 선수로 기록됐다. 삼성 라이온즈 구단 측은 이에 대하여 방출수순을 밟고 있던 차에 KBO에서 도핑테스트 결과 발표 전 미리 언질을 주었기 때문에 방출 절차를 서두르게 되었다고 해명하였다.
그의 대체 용병으로는 브랜든 나이트가 영입되었다.